# Aaron Ramsey
Aaron James Ramsey (* 26. Dezember 1990 in Caerphilly) ist ein walisischer Fußballspieler und ehemaliger Kapitän der walisischen Fußballnationalmannschaft. Der vielseitig einsetzbare Mittelfeldspieler steht bei UNAM Pumas unter Vertrag.

## Karriere

### Vereine

#### Cardiff City
Ramsey besuchte als Kind in seiner Heimat Caerphilly die Gesamtschule „Ysgol Gyfun Cwm Rhymni“. Bevor er sich endgültig dem Fußballsport widmete, war er als Schüler ein vielversprechender Rugby-Union-Spieler. Er war als Flügelspieler Teil der Jugendabteilung des Caerphilly RFC und stand bereits im Fokus von Talentsuchern des renommierten Rugby-League-Vereins St Helens RLFC, vor allem nachdem er eine Partie gegen St Helens mit einer guten Leistung absolviert hatte.
Erstmals im Fußballsport machte Aaron Ramsey während eines Turniers der walisischen Jugendorganisation Urdd Gobaith Cymru auf sich aufmerksam. Dort trat der achtjährige Schüler derart positiv in Erscheinung, dass sich sowohl der Hauptstadtklub Cardiff City als auch Newcastle United aus dem Nordosten Englands darum bemühten, Ramsey in die eigene Jugendabteilung aufzunehmen. Ramsey blieb letztlich in seiner Heimat und arbeitete sich dort kontinuierlich durch die Nachwuchsmannschaften bis hinauf zu ersten Mannschaft, für die er am letzten Spieltag der Saison 2006/07 in einem Zweitligaheimspiel gegen Hull City debütierte. Mit seinem Einsatz am 28. April 2007 wurde er im Alter von 16 Jahren und 124 Tagen zudem zum jüngsten Spieler in der Vereinsgeschichte von Cardiff City – vorher hatte John Toshack die Bestmarke gehalten. Kurze Zeit später lehnte sein Verein im Juni 2007 eine 1-Million-Pfund-Offerte von einem aus London stammenden Premier-League-Klub ab. Der genaue Interessent blieb vorerst unbekannt, aber als sicher galt, dass Ramsey im weiteren Verlauf stets unter Beobachtung dieses Vereins stand. Der FC Everton erhielt anschließend mit einer vergleichbaren Ablösesumme eine Absage; die an Cardiff City zu zahlende Summe sollte sich dabei eng an die Entwicklung Ramseys bei den „Toffees“ orientieren.
Ramsey debütierte in der Liga bei einem 2:1-Heimsieg gegen den FC Burnley, als er am 6. Oktober 2007 für Jimmy Floyd Hasselbaink zu einer späten Phase im Spiel eingewechselt wurde. Im Dezember 2007 unterschrieb Ramsey bei Cardiff City seinen ersten Profivertrag und nur kurze Zeit später stand er am 5. Januar 2008 im FA Cup gegen den unterklassigen FC Chasetown für Stephen McPhail erstmals in der Startelf. Mit einer guten Leistung und einem Kopfballtor spielte er sich beim 3:1-Auswärtssieg in die Wahl zum besten Spieler der Pokalrunde, die schließlich Michael Mifsud von Coventry City gewann. Auch in der Meisterschaft stand er drei Wochen später erstmals in der Startelf und nach dem 3:1-Sieg gegen die Queens Park Rangers erarbeitete er sich kontinuierlich einen Stammplatz in der Mannschaft. Insgesamt bestritt Ramsey, dem seine Teamkameraden den Spitznamen „Rambo“ gaben, in der Saison 2007/08 22 Spiele und war vor allem in fünf von sechs FA-Cup-Spielen dabei. Darunter fiel auch der Einsatz im Endspiel des FA Cup 2007/08 gegen den FC Portsmouth im Wembley-Stadion, das mit 0:1 verloren ging.
Nach einer guten Leistung Ramseys beim 2:0-Viertelfinalsieg gegen den FC Middlesbrough war zuvor bekannt geworden, dass sich Alex Ferguson von Manchester United an dem jungen walisischen Talent interessiert zeigte und die Möglichkeit eines Wechsels mit Cardiffs Trainer Dave Jones erörtert hatte. Damit lieferten sich mit United, dem FC Everton und dem FC Arsenal drei hochkarätige Premier-League-Vereine ein „Tauziehen“ um Ramsey. Dieses endete damit, dass Ramsey für eine Ablösesumme von fünf Millionen britischen Pfund zum FC Arsenal wechselte. Eine vorher diskutierte Klausel, die ein direktes Ausleihgeschäft für die Saison 2008/09 zurück zu Cardiff City vorsehen sollte, wurde nicht ausgehandelt.

#### FC Arsenal
Am 10. Juni 2008 wurde Ramseys Wechsel zum FC Arsenal nach Gesprächen mit Offiziellen des FC Arsenal, Manchester United und des FC Everton bestätigt. Der Vertrag, den Ramsey am 13. Juni 2008 unterzeichnete, beinhaltete nach Angaben des FC Arsenal eine „langfristige“ Laufzeit. Als wichtiges Argument für die Zusage des FC Arsenal galt die persönliche Herangehensweise seines Trainers Arsène Wenger, der Aaron Ramsey und seine Familie in die Schweiz einfliegen ließ, um gemeinsam die Zukunftspläne und individuellen Karrierechancen des Talents zu diskutieren. Zur Saison 2008/09 erhielt Ramsey das Trikot mit der Nummer 16, das von dem defensiven Mittelfeldspieler Mathieu Flamini vor dessen Wechsel zum AC Mailand getragen worden war.
Am 21. Oktober 2008 gab Ramsey für Arsenal beim 5:2-Auswärtssieg über Fenerbahçe Istanbul sein Champions-League-Debüt, wobei ihm nach seiner Einwechslung in der 73. Spielminute für Abou Diaby gleich ein Treffer gelang. Am 22. August 2009, nachdem er zur Halbzeit für Cesc Fàbregas eingewechselt wurde, traf der Youngster beim 4:1-Sieg gegen den FC Portsmouth. Diese war sein erster Premier-League-Treffer für den Hauptstadtklub. Beim Spiel gegen Stoke City am 27. Februar 2010 erlitt Ramsey nach einem Foul von Ryan Shawcross einen doppelten Schien- und Wadenbeinbruch. Shawcross erhielt dafür die rote Karte.
Am 25. November 2010 wechselte Ramsey auf Leihbasis zum englischen Zweitligisten Nottingham Forest, um nach seiner schweren Verletzung wieder Spielpraxis zu sammeln. Das Leihgeschäft endete am 3. Januar 2011. Ramsey kam zu fünf Ligaeinsätzen. Nachdem er kurzzeitig zu Arsenal zurückgekehrt war, wechselte er Ende Januar 2011 auf Leihbasis zu seinem früheren Verein Cardiff City.
Seit der Saison 2011/2012 gehörte Ramsey mit 34 Ligaspielen (Folgesaison 34) wieder zum Stammpersonal. Arsene Wenger wurde dafür kritisiert, Aaron Ramsey trotz vermeintlich schwacher Leistungen immer wieder aufstellte. 
Im FA-Cupfinale gegen Hull City am 17. Mai 2014 erzielte Ramsey das entscheidende 3:2 in der zweiten Halbzeit der Verlängerung und beendete so eine 9-jährige Durststrecke des FC Arsenal ohne einen Titelgewinn. Als Vierter der Premier League 2013/14 erreichte Arsenal die Qualifikation zur UEFA Champions League 2014/15, in der sich die Gunners durch ein einziges gegen den Beşiktaş Istanbul, den Dritten der Türkei durchsetzte und die Gruppenphase erreichte. In dieser wurden sie nur aufgrund der schlechteren Tordifferenz Zweiter hinter dem deutschen Vizemeister Borussia Dortmund. Ramsey erzielte dabei ein Fünftel der Tore der Gunners. Im Achtelfinale verloren sie das Heimspiel gegen den französischen Vizemeister AS Monaco mit 1:3. Sie gewannen dann zwar das Rückspiel in Monaco mit 2:0, schieden aber aufgrund der Auswärtstorregel aus. 2014/15 qualifizierte sich Arsenal als Meisterschaftsdritter direkt für die Gruppenphase der UEFA Champions League 2015/16 zudem konnten sie den FA Cup durch einen 4:0-Finalsieg gegen Aston Villa verteidigen. Arsenal startete mit Niederlagen gegen Dinamo Zagreb un Olympiakos Piräus, konnte dann aber gegen den deutschen Meister FC Bayern München mit 2:0 gewinnen. Das 14 Tage später folgende Rückspiel verloren sie aber mit 1:5, wobei Ramsey aber verletzungsbedingt fehlte. Mit Siegen in den Rückspielen, bei denen Ramsey wieder mitwirkte gegen die beiden anderen Vereine, erreichte Arsenal aber als Gruppenzweiter noch das Achtelfinale. Hier verloren sie aber beide Spiele gegen Titelverteidiger FC Barcelona. In der Premier League 2015/16 wurden die Gunners Vizemeister hinter dem Überraschungsmeister Leicester City, hatten aber zehn Punkte Rückstand auf Leicester und nur einen Punkt Vorsprung auf Ortsrivale Tottenham. Im FA Cup 2015/16 scheiterten sie diesmals bereits im Viertelfinale durch eine 1:2-Heimniederlage am Aufsteiger FC Watford, bei der Ramsey verletzungsbedingt fehlte.

#### Juventus Turin
Im Februar 2019 teilten die Gunners mit, dass der Waliser am Ende der Premier-League-Saison 2018/19 nach elf Jahren in ihren Diensten zum italienischen Erstligisten Juventus Turin wechselt.
Sein Vertrag in Turin wurde im Sommer 2022 aufgelöst.

#### Glasgow Rangers
Am 31. Januar 2022 wurde kurz vor Schluss des Transferfensters bekannt, dass Ramsey nach Schottland zu den Glasgow Rangers wechselt. Ramsey verschoss im Elfmeterschießen im Finale der UEFA Europa League 2022 als einziger Spieler seines Teams, was in der Niederlage gegen Eintracht Frankfurt mündete.

#### OGC Nizza
Nach der Vertragsauflösung mit Juventus Turin ging er ablösefrei zum OGC Nizza in die Ligue 1. Im Sommer 2023 wurde der Vertrag in Nizza aufgelöst.

#### Rückkehr nach Cardiff
Zur Saison 2023/24 unterschrieb er bei seinem Ex-Club Cardiff City einen Zweijahresvertrag. Nach der Entlassung von Cheftrainer Ömer Rıza übernahm Ramsey Mitte April 2025 für die letzten drei Spieltage bis Saisonende interimistisch den Trainerposten bei Cardiff. Zum Zeitpunkt der Übernahme stand Cardiff mit einem Punkt Rückstand auf einem Abstiegsplatz.

#### UNAM Pumas
Im Sommer 2025 wechselte er zu UNAM Pumas und unterschrieb dort einen Vertrag bis 2026.

### Nationalmannschaft
Der mehrfache walisische U-17-Nationalspieler machte sich im August 2007 als jüngster Spieler in der Geschichte der U-21-Auswahl von Wales einen Namen. In dem Spiel gewann Wales gegen das schwedische U-21-Nachwuchsteam mit 4:3. Für das Freundschaftsspiel gegen Island am 28. Mai 2008 stand Ramsey sogar im Kader der A-Mannschaft. Dort wurde er als Reservespieler jedoch nicht eingesetzt. Seinen ersten Einsatz in der A-Nationalmannschaft hatte er am 19. November 2008 beim Freundschaftsspiel gegen Dänemark, wobei er in der Startelf stand aber in der 88. Minute ausgewechselt wurde. Er kam auch in den nächsten zehn Spielen zum Einsatz, wobei er aber nur fünfmal über 90 Minuten spielte. Im zehnten Spiel gelang ihm dann auch gegen Liechtenstein am 14. Oktober 2009 sein erstes Länderspieltor, womit er den 2:0-Endstand im letzten Spiel der Qualifikation für die WM 2010 erzielte. Als Vierte ihrer Qualifikationsgruppe konnten sich die Waliser aber nicht für die WM qualifizieren. Auch im folgenden Freundschaftsspiel gegen Schottland gelang ihm ein Tor, diesmal zum 3:0-Endstand. Aufgrund eines im Februar 2010 erlittenen Beinbruchs verpasste er alle Spiele im Jahr 2010.
Als er am 26. März 2011 beim 0:2 gegen England in der Qualifikation für die EM 2012 wieder eingesetzt wurde, durfte er erstmals die Kapitänsbinde tragen. Er ist damit der bisher jüngste Kapitän in der Geschichte der Walisischen Fußballnationalmannschaft. Im nächsten Spiel, zwei Monate später am 25. Mai 2011 im Nations Cup gegen Schottland, stand er nicht in der Startelf und Robert Earnshaw trug zum einzigen Mal die Binde. Ramsey wurde erst in der 60. Minute eingewechselt. In den nächsten Spielen bis September 2012, in denen er nur einmal verletzungsbedingt fehlte, trug er wieder die Kapitänsbinde.
Im Sommer 2012 wurde Ramsey als einer von fünf Walisern, zu denen auch Ryan Giggs gehörte, der seit 2007 kein Länderspiel mehr bestritten hatte, in den ansonsten nur mit Engländern besetzten Kader der britischen Fußballauswahl berufen, die den Gastgeber bei den Olympischen Spielen 2012 in London vertrat. Er kam dabei in allen vier Spielen zum Einsatz, scheiterte mit der Mannschaft aber im Viertelfinale im Elfmeterschießen an Südkorea. Dabei erzielte er zunächst per Elfmeter in der 36. Minute das Tor zum 1:1-Endstand und konnte dann auch im Elfmeterschießen den ersten Elfmeter für die Briten verwandeln.
Nachdem er nach den Olympischen Spielen noch dreimal die Kapitänsbinde für Wales getragen hatte, übernahm im Oktober 2012 Ashley Williams das Amt und Ramsey war dann nur noch dreimal im Herbst 2013 Kapitän als Williams nicht mitwirkte.
Ein besonderes Spiel für Ramsey war der 22. März 2013: in der Qualifikation für die WM 2014 trafen die Waliser zum 107. Mal auf Schottland und Ramsey erhielt zunächst in der dritten Minute der Nachspielzeit der ersten Halbzeit die Gelbe Karte, nachdem die Schotten eine Minute zuvor das erste Tor erzielt hatten, erzielte dann in der 72. Minute per Elfmeter den Ausgleichstreffer und erhielt in der fünften Minute beim Stand von 2:1 für Wales die Rote Karte. Für das nächste Qualifikationsspiel war er gesperrt und wurde auch im folgenden Freundschaftsspiel nicht eingesetzt. Insgesamt brachte er es in dieser wieder erfolglos verlaufenen Qualifikation auf acht Einsätze, in denen er drei Tore erzielte.
Besser lief es für die Waliser in der Qualifikation für die EM 2016, bei der er verletzungsbedingt nur zweimal fehlte. Als Zweite hinter Belgien, wobei sie den Gruppensieg durch die einzige Niederlage am vorletzten Spieltag beim Auswärtsspiel gegen Bosnien und Herzegowina verpassten, erreichten sie erstmals die EM-Endrunde und erstmals seit der WM 1958 überhaupt wieder ein großes Fußballturnier.
Er wurde dann auch trotz im November 2015 und März 2016 erlittener Muskelverletzungen, durch die er die drei Testspiele nach der erfolgreichen Qualifikation verpasste, ebenso wie Joe Ledley, der sich im März das Wadenbein gebrochen hatte, in das Aufgebot von Wales
für die Fußball-Europameisterschaft 2016 in Frankreich berufen. Beim Auftakt-Sieg gegen die Slowakei stand er in der Startelf und bereitete in der 81. Minute den Siegtreffer durch den eingewechselten Hal Robson-Kanu vor. Auch bei der anschließenden 1:2-Niederlage gegen England durch ein Tor in der Nachspielzeit, spielte er über 90 Minuten. Im letzten Gruppenspiel, in dem den Walisern der erste Sieg gegen Russland gelang, erzielte er in der 11. Minute den 1:0-Führungstreffer und gab in der 67. Minute die Vorlage zum 3:0-Endstand durch Gareth Bale. Die Waliser erreichten damit als Gruppensieger vor England das Achtelfinale. In diesem konnten sie im ersten britischen Duell in der K.-o.-Runde Nordirland ausschalten, wobei sie von einem Eigentor des nordirischen Abwehrchefs Gareth McAuley profitierten. Im Viertelfinale konnten sie sich dann mit 3:1 gegen favorisierte Belgier durchsetzen, wobei er die Vorlage zu zwei Toren gab aber die zweite Gelbe Karte erhielt. Daher war er im Halbfinale gegen Portugal gesperrt. Seine Mitspieler konnten seinen Ausfall nicht kompensieren und verloren mit 0:2 gegen den späteren Europameister. Nach dem Turnier wurde er als einer von zwei Walisern für die Mannschaft des Turniers nominiert.
Für die Europameisterschaft 2021 wurde er in den walisischen Kader berufen.

## Sonstiges
Seit 2011 wird Aaron Ramsey medial mit einem Phänomen in Verbindung gebracht, demzufolge nach einem seiner Treffer wenige Tage später eine berühmte Persönlichkeit sterbe, dem sogenannten Ramsey Effect. Sein erstes „Opfer“ soll Osama bin Laden gewesen sein, der einen Tag nach Ramseys Treffer gegen Manchester United am 1. Mai 2011 getötet wurde. Auch weitere Todesfälle, wie die von Steve Jobs, Whitney Houston, Paul Walker, Robin Williams und Chester Bennington wurden mit Ramseys Treffern in Verbindung gebracht. Über den Ramsey Effect schreibt im deutschsprachigen Raum mehrheitlich die Boulevardpresse.

## Erfolge
FC Arsenal
- Englischer Pokalsieger: 2014, 2015, 2017
- Englischer Supercupsieger: 2014, 2015

Juventus Turin
- Italienischer Meister: 2019/20
- Italienischer Pokalsieger: 2021
- Italienischer Supercupsieger: 2020

Glasgow Rangers
- UEFA-Europa-League-Finalist: 2022
- Schottischer Pokalsieger: 2022

Persönliche Auszeichnungen
- All-Star-Team der Europameisterschaft 2016